# Banja (Novi Pazar)
Banja (Servisch cyrillisch: Бања) is een plaats in de Servische gemeente Novi Pazar. De plaats telt 466 inwoners (2002).